# Litsea perfulva
Litsea perfulva är en lagerväxtart som beskrevs av Adolph Daniel Edward Elmer. Litsea perfulva ingår i släktet Litsea och familjen lagerväxter. Inga underarter finns listade i Catalogue of Life.